# Bracknell Forest
Bracknell Forest es una autoridad unitaria al oeste de Londres, perteneciente a la región de Sudeste de Inglaterra, Reino Unido. Comprende las siguientes localidades o municipios:
- Bracknell 82 839
- Cranbourne 1092
- Crowthorne 14 564
- North Ascot 10 213
- Sandhurst 20 676
- Winkfield Street 483[1]